# Saint-Georges-du-Bois, Sarthe
Saint-Georges-du-Bois är en kommun i departementet Sarthe i regionen Pays de la Loire i nordvästra Frankrike. Kommunen ligger i kantonen Allonnes som tillhör arrondissementet Le Mans. År 2022 hade Saint-Georges-du-Bois 2 228 invånare.

## Befolkningsutveckling
Antalet invånare i kommunen Saint-Georges-du-Bois
| Referens: INSEE |